# Aphthona jordanica
Aphthona jordanica là một loài bọ cánh cứng trong họ Chrysomelidae. Loài này được Mohr miêu tả khoa học năm 1962.